# Étival (Jura)
Étival-les-Ronchaux redirige ici.
Étival (parfois nommée également Étival-les-Ronchaux non officiellement) est une commune française située dans le département du Jura, dans la région culturelle et historique de Franche-Comté et la région administrative Bourgogne-Franche-Comté.

## Géographie

### Localisation

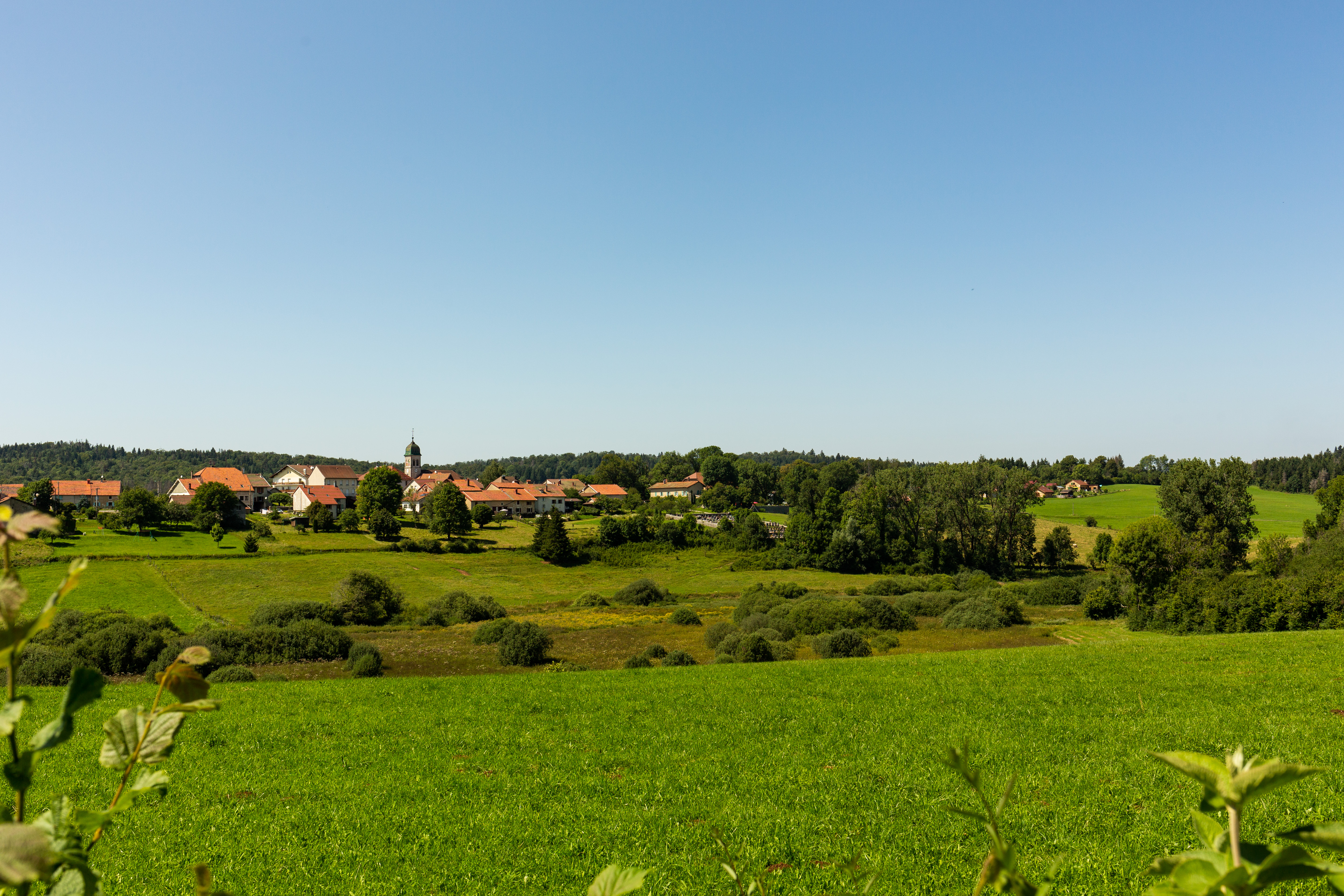
Le village.

La commune se situe dans le Parc naturel régional du Haut-Jura.

### Communes limitrophes
Les communes limitrophes sont  Châtel-de-Joux, Les Crozets, Meussia, Moirans-en-Montagne et Nanchez.

### Géologie et relief
La superficie de la commune est de 13,83 km2 ; son altitude varie de 759  à   1 027 mètres.

### Hydrographie

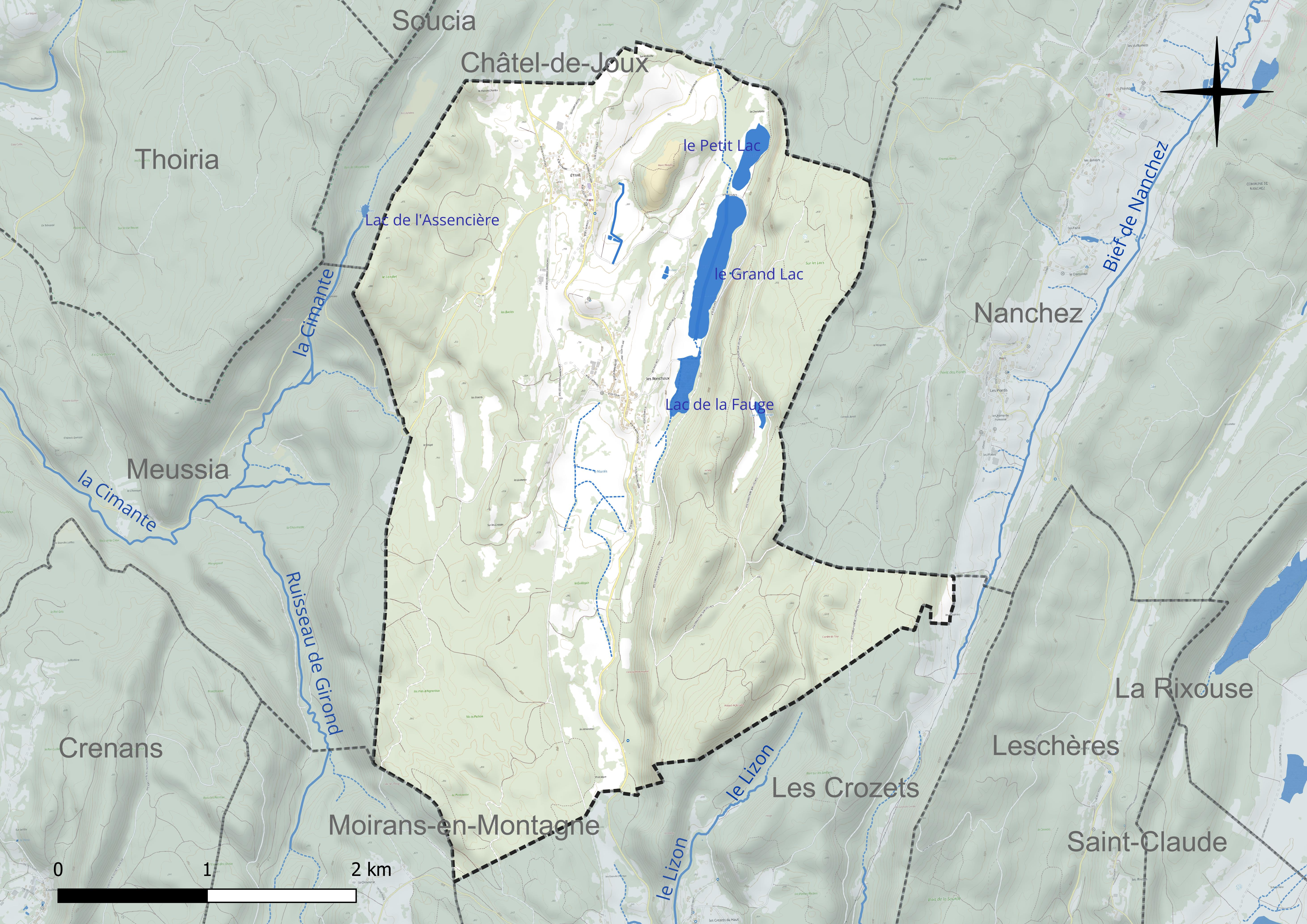
Carte hydrographique de la commune.

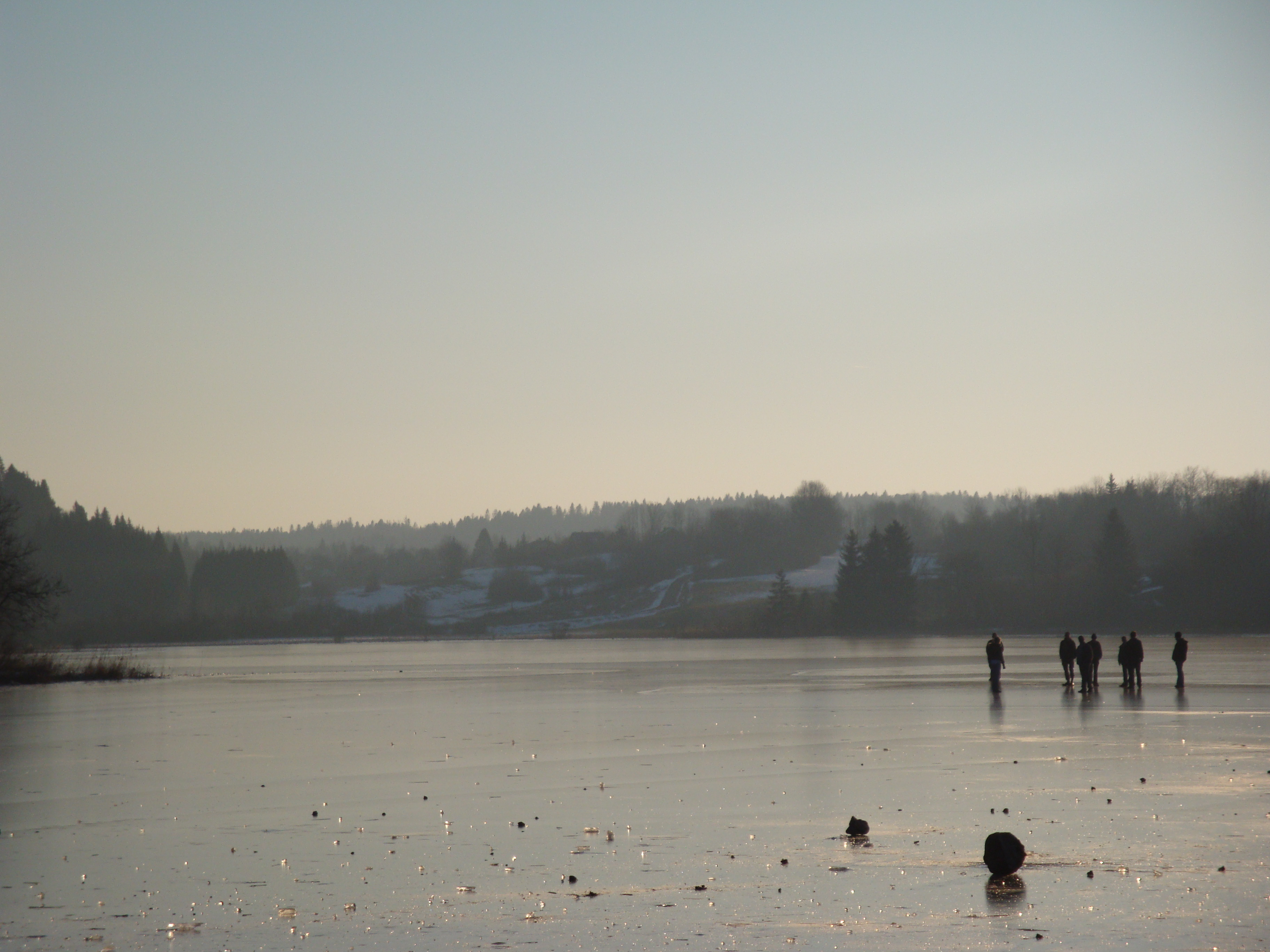
L'un des lacs en hiver, pris par la glace.

La commune est connue pour ses lacs : Grand lac d'Étival  (17 hectares, profondeur 9,5 m maxi) et Petit lac d'Étival (5 hectares, profondeur 7,5 m maxi), auxquels il faut ajouter le lac de la Fauge.
Les lacs sont situés au pied d'une barre calcaire haute de plus de 100 m qui est le premier élément de l'anticlinal de Prénovel. Les lacs sont au fond d'une gouttière synclinale tapissé de dépôts marno-calcaires
Ce sont  des petits lacs glaciaires situés sur le deuxième plateau du massif du Jura, à près de 800 mètres d'altitude.
Les tourbières du Latay et du Marais sont réhabilitées en 2024 pour restaurer leur fonctionnement écologique,.

### Climat
Pour des articles plus généraux, voir Climat de la Bourgogne-Franche-Comté et Climat du département du Jura.
En 2010, le climat de la commune est de type climat de montagne, selon une étude du Centre national de la recherche scientifique s'appuyant sur une série de données couvrant la période 1971-2000. En 2020, Météo-France publie une typologie des climats de la France métropolitaine dans laquelle la commune est dans une zone de transition entre le climat semi-continental et le climat de montagne et est dans la région climatique Jura, caractérisée par une forte pluviométrie en toutes saisons (1 000 à 1 500 mm/an), des hivers rigoureux et un ensoleillement médiocre.
Pour la période 1971-2000, la température annuelle moyenne est de 7,9 °C, avec une amplitude thermique annuelle de 16,3 °C. Le cumul annuel moyen de précipitations est de 1 785 mm, avec 13,4 jours de précipitations en janvier et 10,5 jours en juillet. Pour la période 1991-2020, la température moyenne annuelle observée sur la station météorologique de Météo-France la plus proche, « Cogna », sur la commune de Cogna à 9 km à vol d'oiseau, est de 10,8 °C et le cumul annuel moyen de précipitations est de 1 557,5 mm. 
La température maximale relevée sur cette station est de 39 °C, atteinte le 12 août 2003 ; la température minimale est de −18,5 °C, atteinte le 6 février 2012,,.
Les paramètres climatiques de la commune ont été estimés pour le milieu du siècle (2041-2070) selon différents scénarios d'émission de gaz à effet de serre à partir des nouvelles projections climatiques de référence DRIAS-2020. Ils sont consultables sur un site dédié publié par Météo-France en novembre 2022.

## Urbanisme

### Typologie
Au 1er janvier 2024, Étival est catégorisée commune rurale à habitat dispersé, selon la nouvelle grille communale de densité à sept niveaux définie par l'Insee en 2022.
Elle est située hors unité urbaine et hors attraction des villes,.

### Occupation des sols

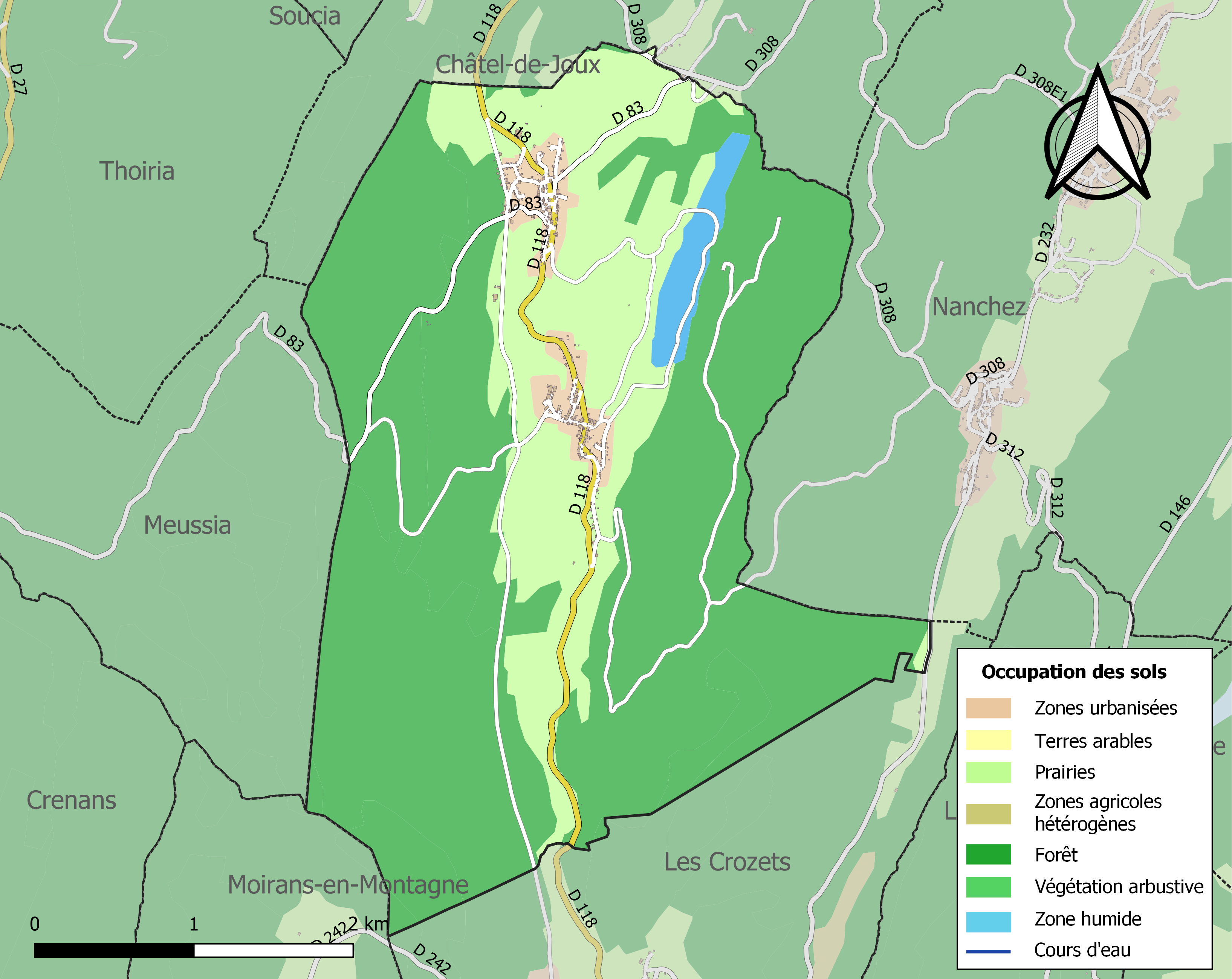
Carte des infrastructures et de l'occupation des sols de la commune en 2018 (CLC).

L'occupation des sols de la commune, telle qu'elle ressort de la base de données européenne d’occupation biophysique des sols Corine Land Cover (CLC), est marquée par l'importance des forêts et milieux semi-naturels (70,6 % en 2018), une proportion identique à celle de 1990 (70,6 %). La répartition détaillée en 2018 est la suivante : 
forêts (70,6 %), prairies (23,8 %), zones urbanisées (3,6 %), eaux continentales (2,1 %). L'évolution de l’occupation des sols de la commune et de ses infrastructures peut être observée sur les différentes représentations cartographiques du territoire : la carte de Cassini (XVIIIe siècle), la carte d'état-major (1820-1866) et les cartes ou photos aériennes de l'IGN pour la période actuelle (1950 à aujourd'hui).

### Habitat et logement
En 2020, le nombre total de logements dans la commune était de 241, alors qu'il était de 233 en 2015 et de 218 en 2010.
Parmi ces logements, 60,7 % étaient des résidences principales, 26,9 % des résidences secondaires et 12,4 % des logements vacants. Ces logements étaient pour 81 % d'entre eux des maisons individuelles et pour 19 % des appartements.
Le tableau ci-dessous présente la typologie des logements à Étival en 2020 en comparaison avec celle du département du Jura et de la France entière. Une caractéristique marquante du parc de logements est ainsi une proportion de résidences secondaires et logements occasionnels (26,9 %), nettement  supérieure à celle du département (10,4 %) et à celle de la France entière (9,7 %). Concernant le statut d'occupation de ces logements, 74,1 % des habitants de la commune sont propriétaires de leur logement (76,1 % en 2015), contre 66,1 % pour le département du Jura et 57,5 pour la France entière.
| Typologie                                               | Étival | Jura | France entière |
| ------------------------------------------------------- | ------ | ---- | -------------- |
| Résidences principales (en %)                           | 60,7   | 79,8 | 82,1           |
| Résidences secondaires et logements occasionnels (en %) | 26,9   | 10,4 | 9,7            |
| Logements vacants (en %)                                | 12,4   | 9,8  | 8,2            |

## Toponymie

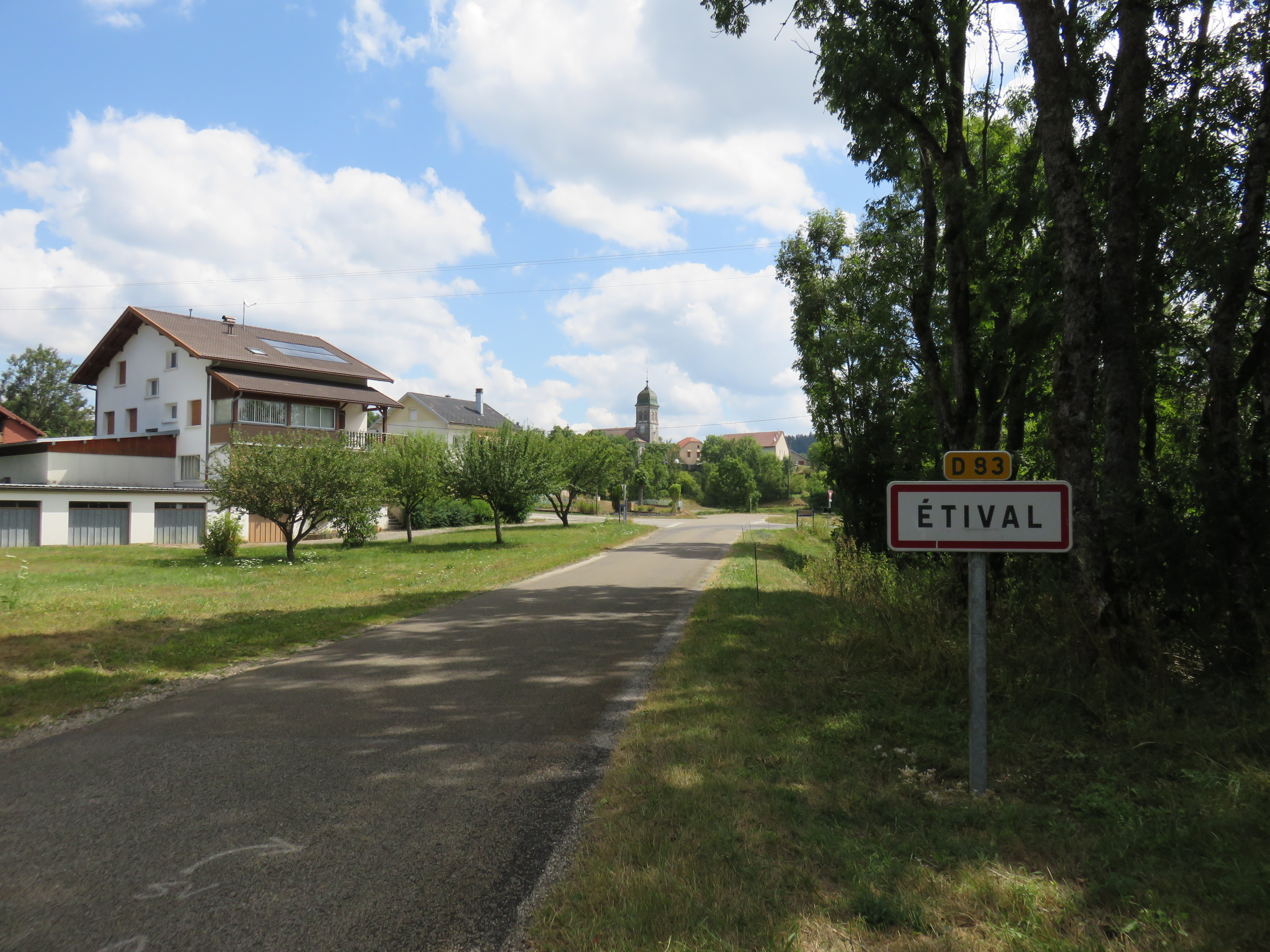
File:Étival - Entrée village (juil 2018).jpg

## Histoire
Ancienne Estiva Castra fortifiée par les Romains.
Seigneurie aux Ronchaux dont le château a été démoli en 1810.
Existence d'une maladrerie.

### Époque contemporaine
La commune, instituée par la Révolution française, absorbe en 1922 celle de Ronchaux,.

## Politique et administration

### Rattachements administratifs et électoraux

#### Rattachements administratifs
La commune se trouve dans l'arrondissement de Saint-Claude du département du Jura.
Elle faisait partie depuis 1793 du canton de Moirans-en-Montagne. Dans le cadre du redécoupage cantonal de 2014 en France, cette circonscription administrative territoriale a disparu, et le canton n'est plus qu'une circonscription électorale.

#### Rattachements électoraux
Pour les élections départementales, la commune fait partie depuis 2014 d'un nouveau canton de Moirans-en-Montagne porté de 16 à 63 communes.
Pour l'élection des députés, elle fait partie de la deuxième circonscription du Jura.

### Intercommunalité
Étival était membre de la petite communauté de communes Jura Sud, un établissement public de coopération intercommunale (EPCI) à fiscalité propre créé fin 1999 et auquel la commune avait transféré un certain nombre de ses compétences, dans les conditions déterminées par le code général des collectivités territoriales.
Dans le cadre des dispositions de la loi portant nouvelle organisation territoriale de la République du 7 août 2015, qui prévoit que les établissements publics de coopération intercommunale (EPCI) à fiscalité propre doivent avoir un minimum de 15 000 habitants, cette intercommunalité a fusionné avec ses voisines pour former, le 1er janvier 2017, la communauté de communes dénommée Terre d'Émeraude Communauté, dont est désormais membre la commune.

### Tendances politiques et résultats
Lors du premier tour de l'élection présidentielle de 2017, les quatre premiers candidats retenus par les électeurs de la commune sont Jean-Luc Mélenchon (27,11 % des suffrages exprimés), Marine Le Pen (19,28 %), François Fillon (16,87 %) et Emmanuel Macron (13,86 %).
Au second tour, le candidat élu Emmanuel Macron recueille 92 voix (67,15 %) et Marine Le Pen 45 voix (32,85 %), lors d'un scrutin où 25,66 % des électeurs se sont abstenus.
Lors du premier tour de l'élection présidentielle de 2022, les quatre premiers candidats retenus par les électeurs de la commune sont Jean-Luc Mélenchon (38,67 % des suffrages exprimés), Marine Le Pen (19,89 %), Emmanuel Macron (17,13 %) et Yannick Jadot (4,97 %).
Au second tour, le candidat élu recueillpe 81 voix (55,10 %) et Marine Le Pen 66 voix (44,90 %), lors d'un scrutin où 23,89 % des électeurs se sont abstenus.

### Liste des maires
| Période      | Période                      | Identité                                       | Étiquette | Qualité                                              |
| ------------ | ---------------------------- | ---------------------------------------------- | --------- | ---------------------------------------------------- |
|              |                              |                                                |           |                                                      |
| 1900         | 1904                         | Joseph Auguste Girard-Claudon[réf. nécessaire] |           | Cultivateur                                          |
|              |                              |                                                |           |                                                      |
| avant 1981   |                              | Marcel Bourgeois                               |           |                                                      |
|              |                              |                                                |           |                                                      |
| mars 2001    | 2007                         | Arnaud Selukov                                 | DVD       | Vice-champion du monde de triathlon hivernal en 2021 |
| 2007         | mars 2008                    | Nicolas Debray                                 |           |                                                      |
| mars 2008    | 2011                         | Jean-Yves Berrez                               |           | Informaticien                                        |
| octobre 2011 | mars 2014                    | Nicolas Debray                                 |           |                                                      |
| mars 2014    | avril 2023                   | Célestin Capelli                               | SE        | Artisan retraité Démissionnaire                      |
| juin 2023    | En cours (au 8 janvier 2024) | Carole Delorme                                 |           | Technicienne                                         |

## Équipements et services publics

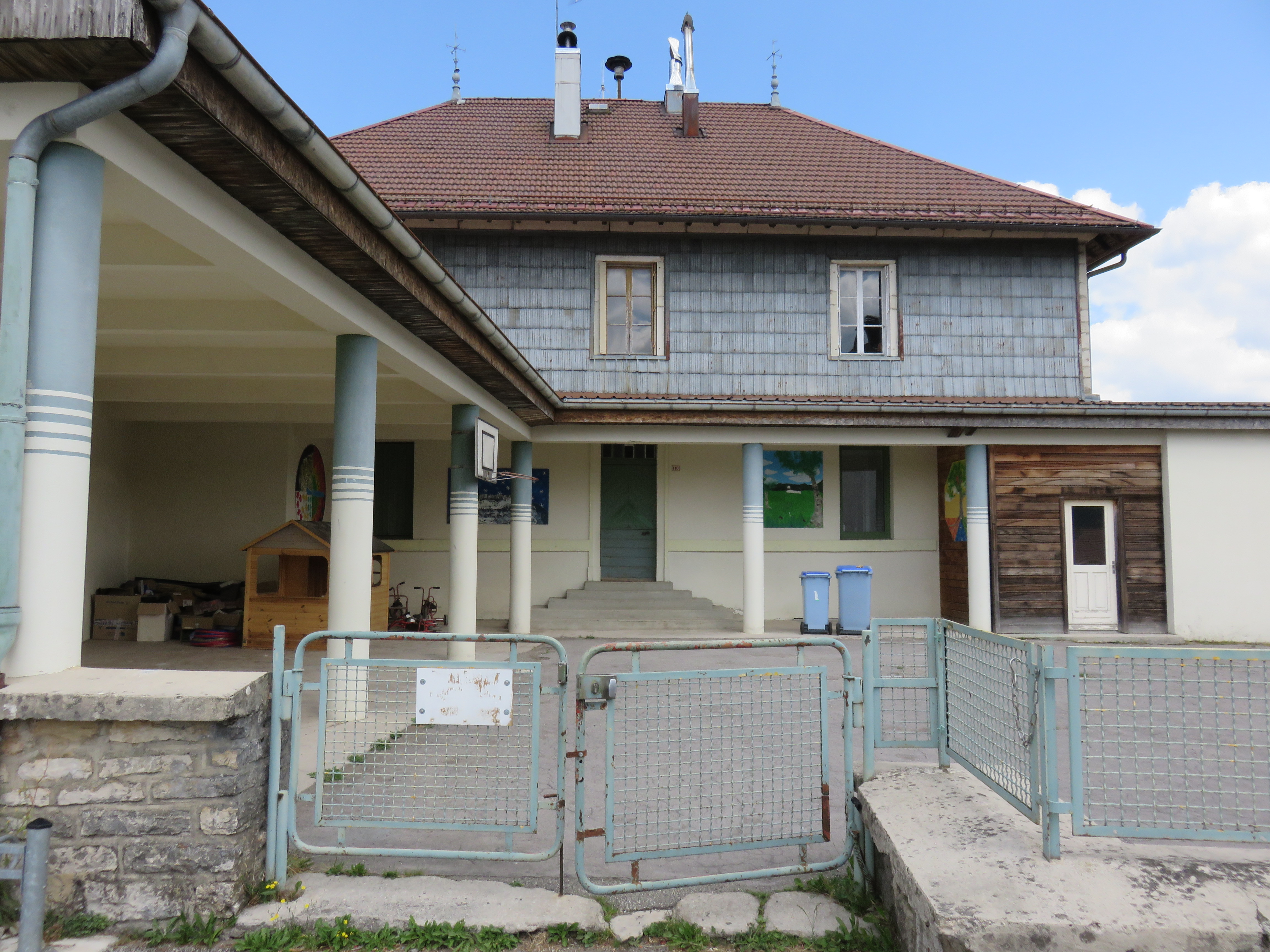
L'école primaire en 2018.

La commune dispose d'une bibliothèque municipale.

### Enseignement
Les enfants de la commune sont scolarisés avec ceux des Crozets et de Châtel-de-Joux dans le cadre d'un regroupement pédagogique concentré situé à Étival et construit en 2018,.

## Population et société

### Démographie
L'évolution du nombre d'habitants est connue à travers les recensements de la population effectués dans la commune depuis 1793. Pour les communes de moins de 10 000 habitants, une enquête de recensement portant sur toute la population est réalisée tous les cinq ans, les populations de référence des années intermédiaires étant quant à elles estimées par interpolation ou extrapolation. Pour la commune, le premier recensement exhaustif entrant dans le cadre du nouveau dispositif a été réalisé en 2004.

En 2022, la commune comptait 310 habitants, en évolution de +0,98 % par rapport à 2016 (Jura : −0,81 %, France hors Mayotte : +2,11 %).
| 1793 | 1800 | 1806 | 1821 | 1831 | 1836 | 1841 | 1846 | 1851 |
| ---- | ---- | ---- | ---- | ---- | ---- | ---- | ---- | ---- |
| 248  | 232  | 229  | 214  | 495  | 553  | 559  | 516  | 478  |

| 1856 | 1861 | 1866 | 1872 | 1876 | 1881 | 1886 | 1891 | 1896 |
| ---- | ---- | ---- | ---- | ---- | ---- | ---- | ---- | ---- |
| 405  | 374  | 404  | 400  | 382  | 353  | 304  | 282  | 280  |

| 1901 | 1906 | 1911 | 1921 | 1926 | 1931 | 1936 | 1946 | 1954 |
| ---- | ---- | ---- | ---- | ---- | ---- | ---- | ---- | ---- |
| 288  | 324  | 330  | 331  | 376  | 369  | 379  | 376  | 401  |

| 1962 | 1968 | 1975 | 1982 | 1990 | 1999 | 2004 | 2006 | 2009 |
| ---- | ---- | ---- | ---- | ---- | ---- | ---- | ---- | ---- |
| 416  | 429  | 395  | 351  | 307  | 285  | 298  | 303  | 315  |

| 2014 | 2019 | 2022 | - | - | - | - | - | - |
| ---- | ---- | ---- | - | - | - | - | - | - |
| 308  | 310  | 310  | - | - | - | - | - | - |

Le saut démographique constaté entre 1821 et 1831 correspond à l'absorption par Étival de l'ancienne commune de Ronchaux, intervenue en 1822.

## Culture locale et patrimoine

### Lieux et monuments
- Ancienne fromagerie des Ronchaux
- Église de l'Assomption de la Vierge, construite en 1829, dont le clocher est rénové en 2023[34],[35].
- Les lacs d'Étival,  de la Fauge et de l'Assencière[36]

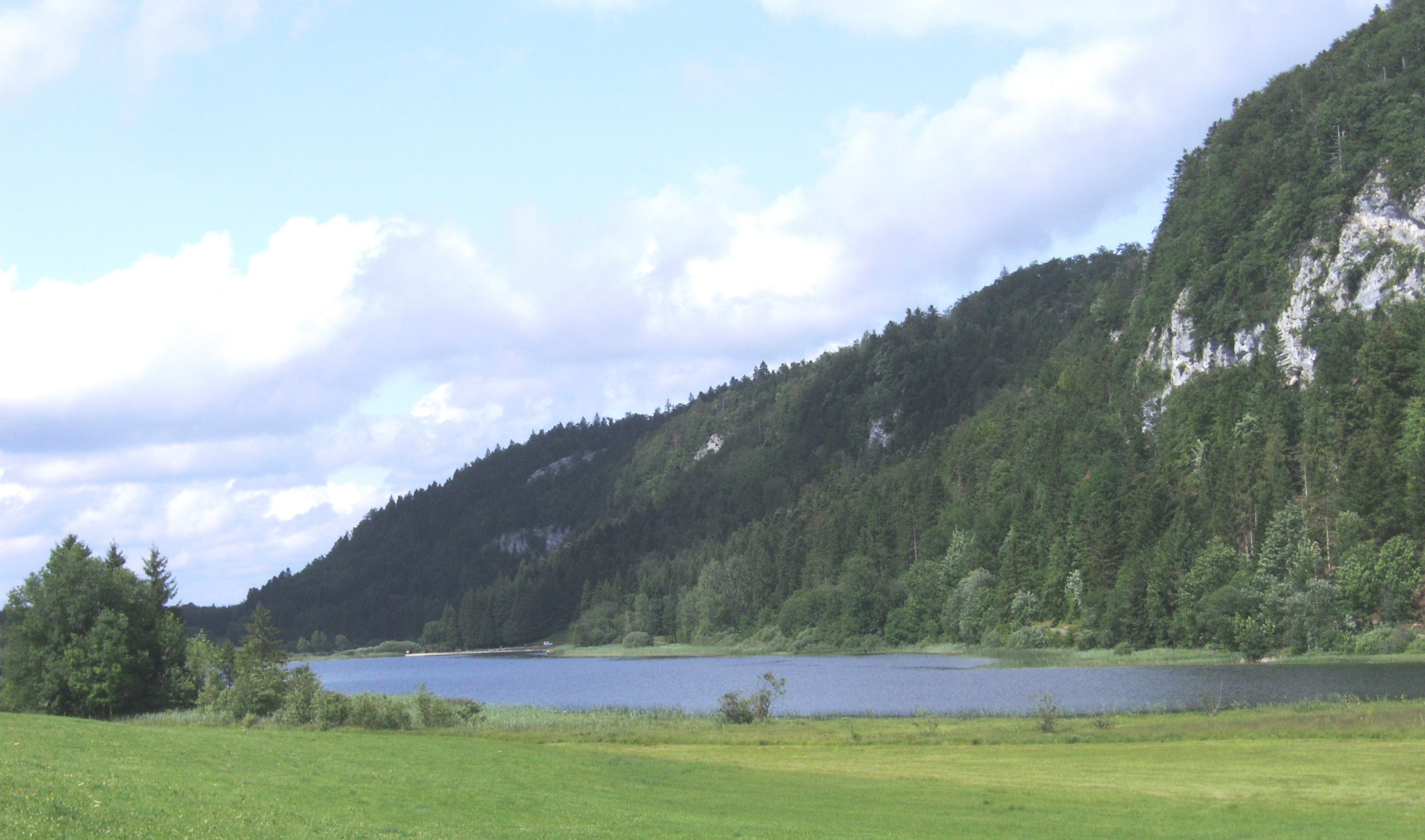
Un des lacs d'Étival
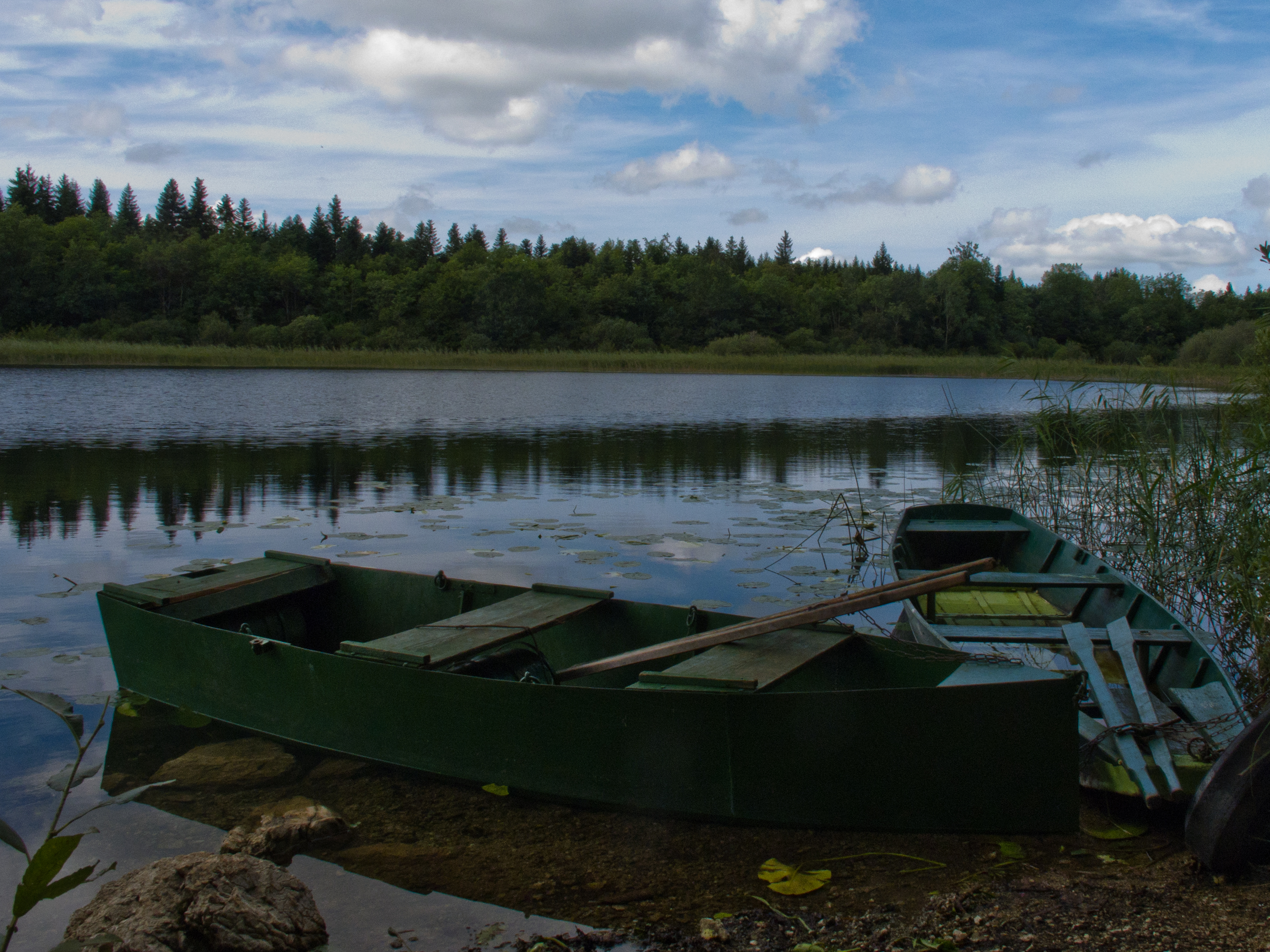
Petit Lac d'Étival
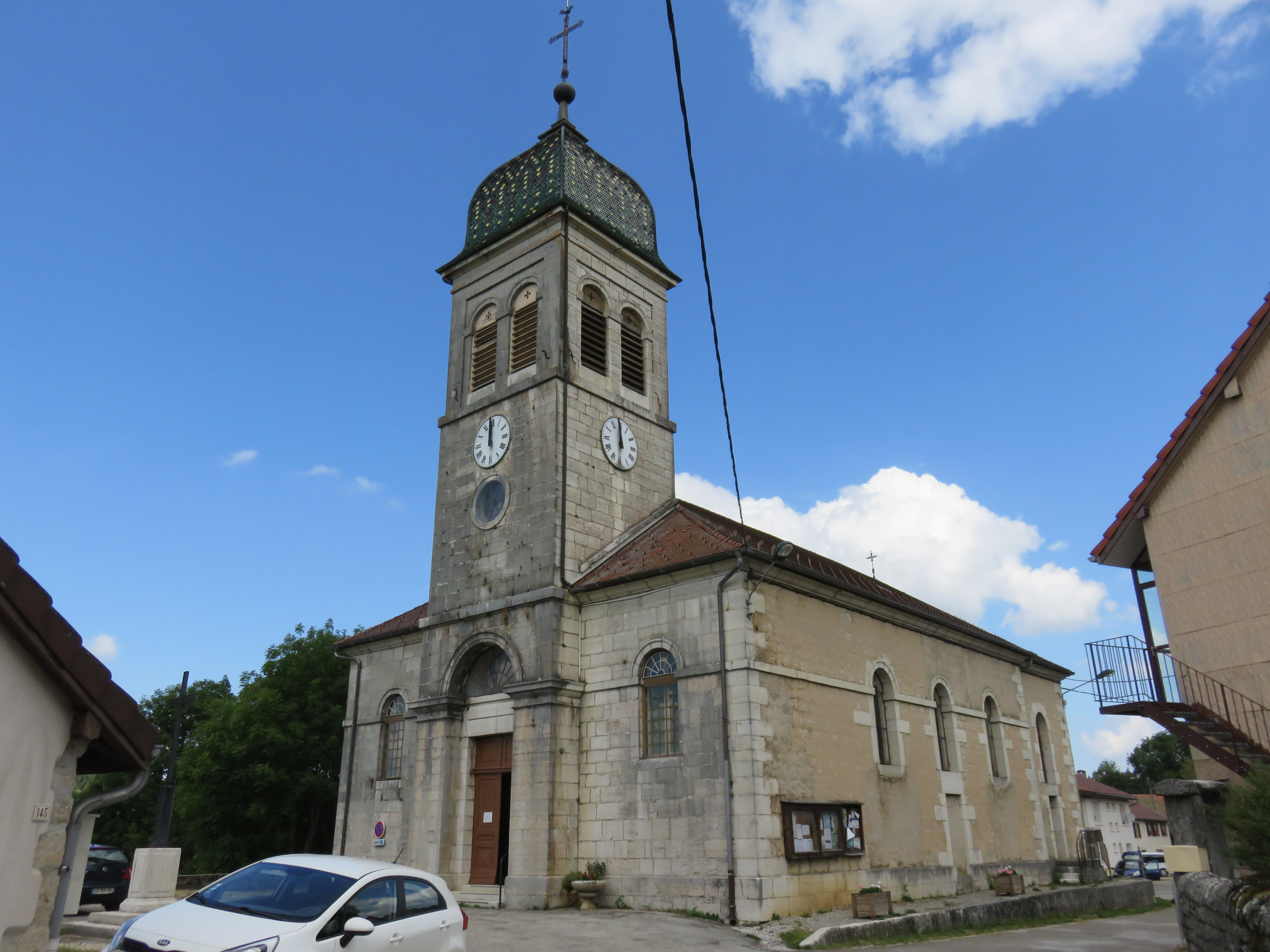
L'église...
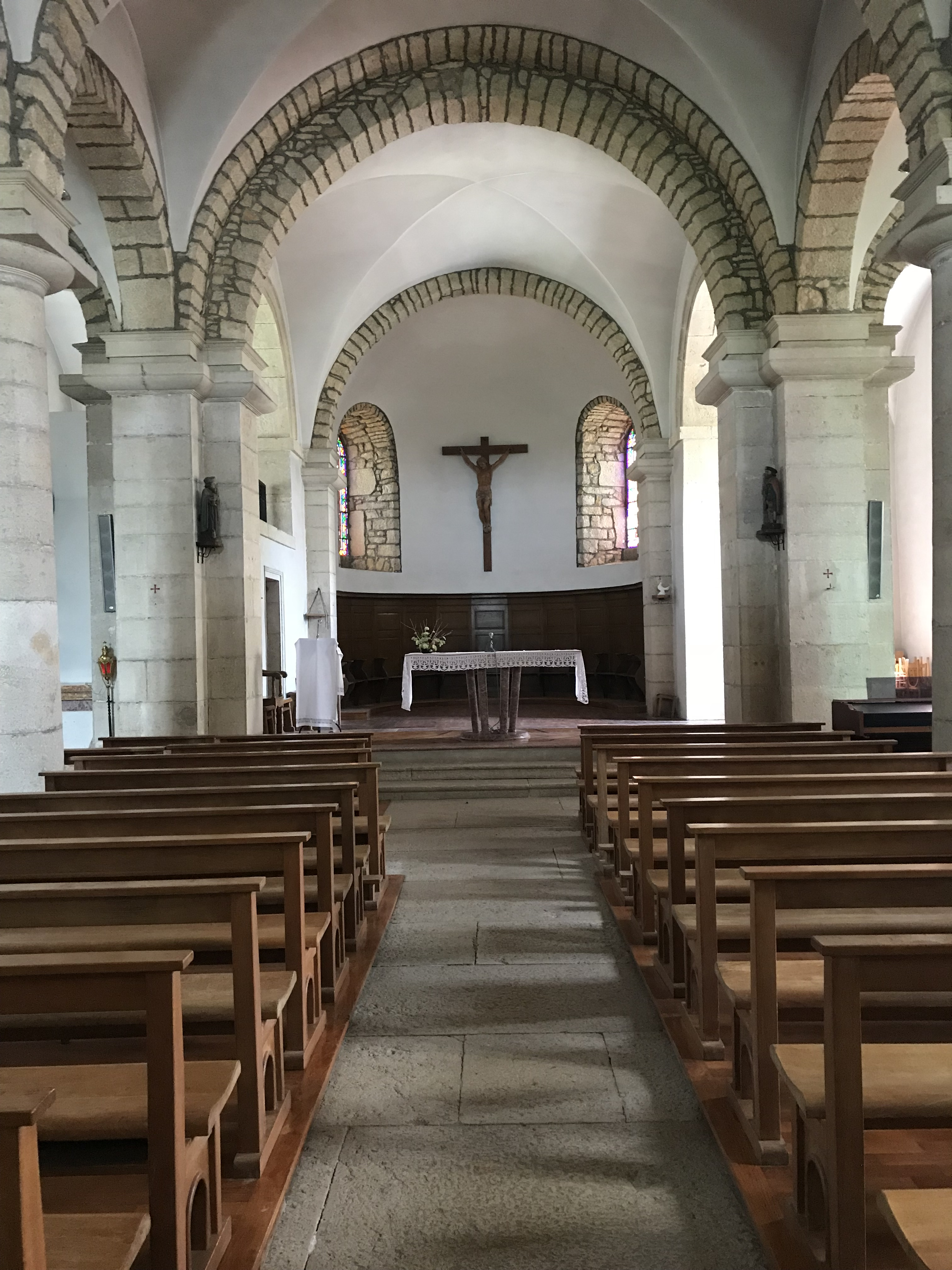
... et sa nef
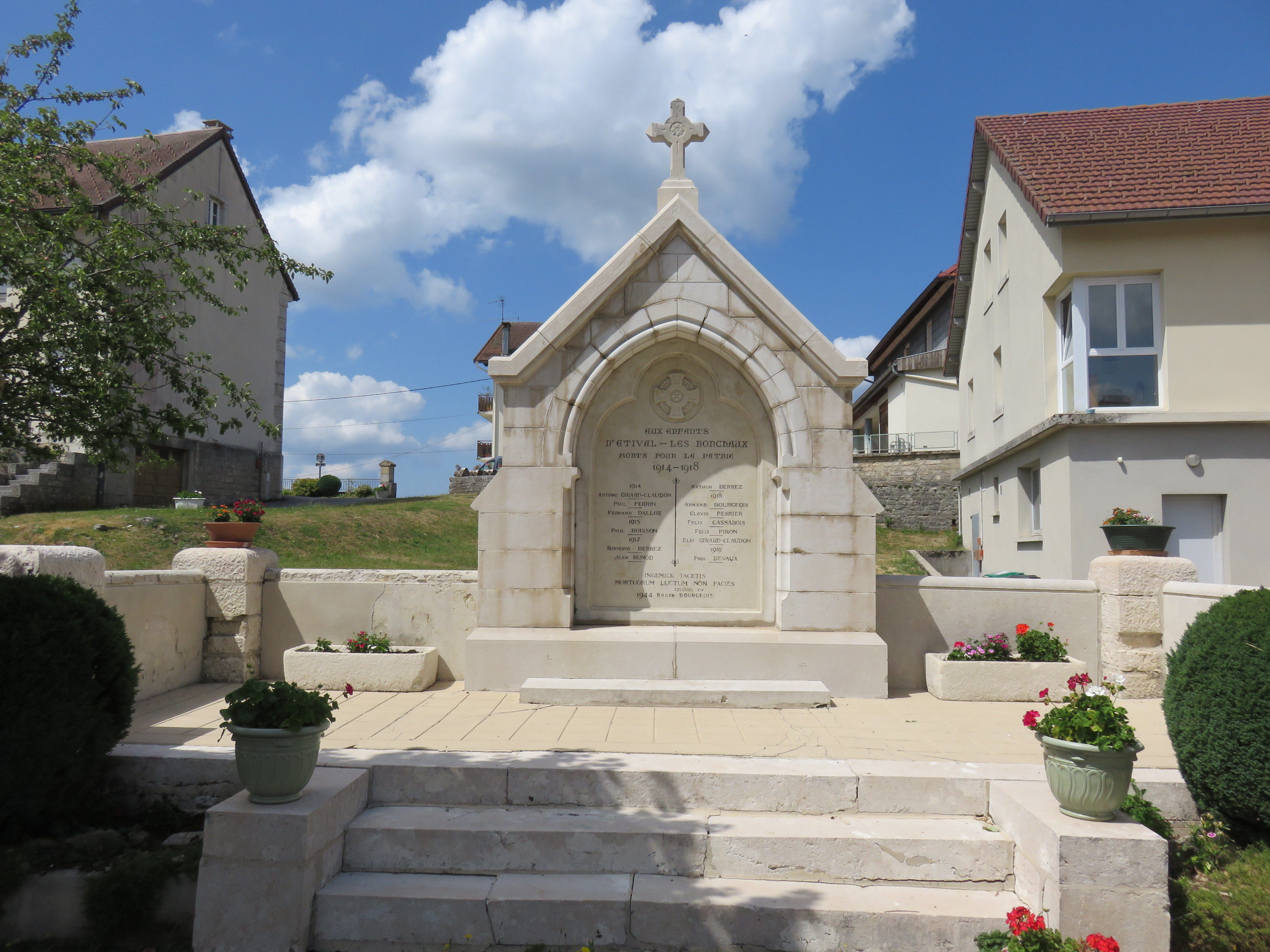
Le monument aux morts.

### Personnalités liées à la commune
- Louis Nicod de Ronchaud (1816-1887), homme de lettres, poète et historien de l'art, ami de Lamartine, directeur des Musées Nationaux et fondateur de l’École du Louvre[37].[pourquoi ?]

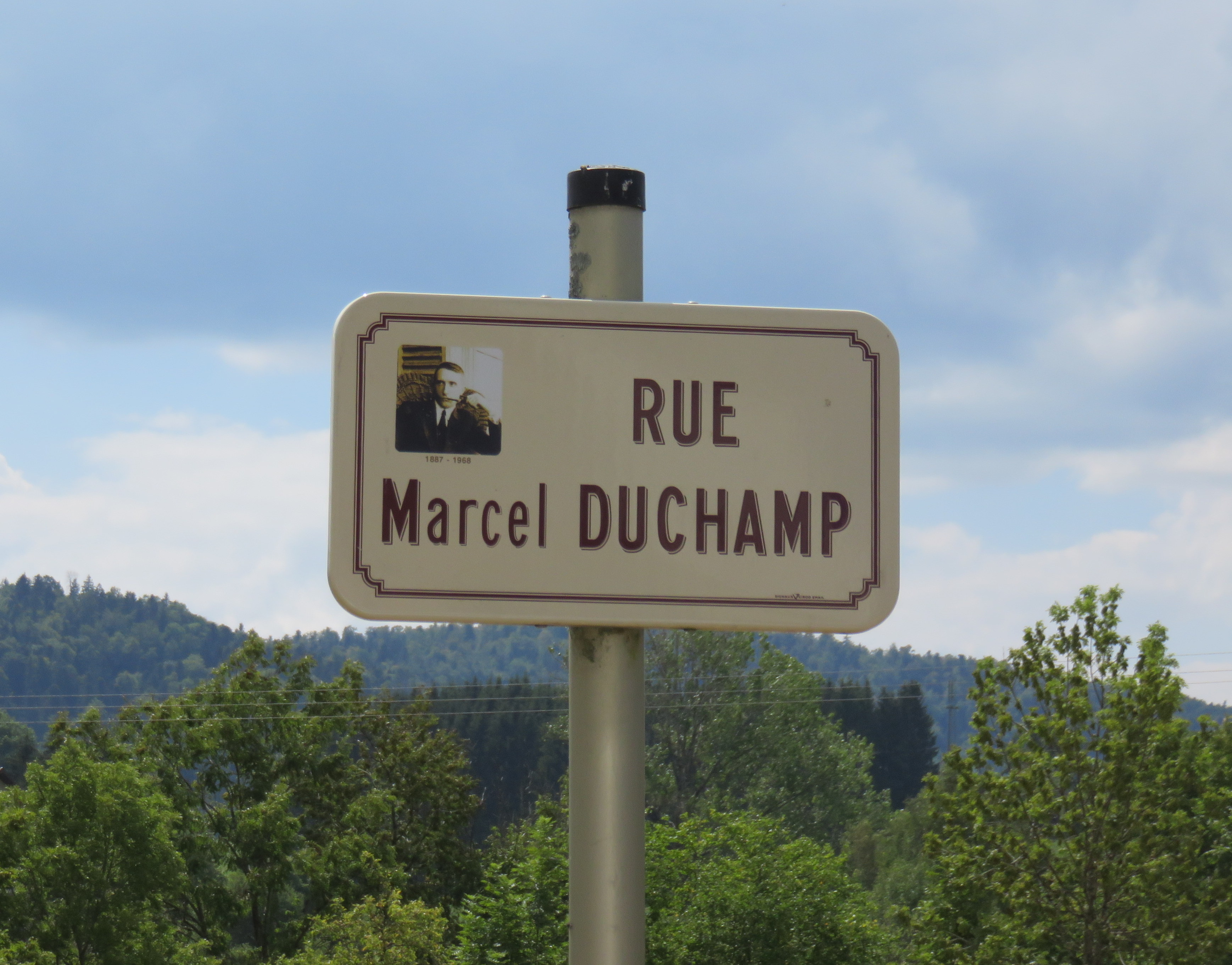

- Gabriële Buffet-Picabia (1881-1985) épouse le peintre Francis Picabia en 1909, musicienne française et personnalité liée au mouvement dada. En octobre 1912, alors qu'elle se trouvait avec sa mère dans la maison familiale d'Étival, Picabia l'y rejoint en compagnie de Guillaume Apollinaire et de Marcel Duchamp[38] (Jura). Apollinaire achève et nomme son poème Zone, le poème liminaire d'Alcools. Ce voyage inspire à Duchamp quatre " notes marginales ", " Route Jura-Paris" de La boîte verte[39], prélude à son œuvre "La Mariée mise à nu par ses célibataires, même". 
En octobre 2012, sont organisées à Étival l'événement " Route Jura-Paris " : exposition d’artistes européen, conférences d’universitaires, des Apéro-poésie dans la maison familiale; diffusion d’un entretien inédit,  avec Marcel Duchamp, conduit en 1966 par Patrick Bailly-Cowell  (petit fils de Gabriële et Picabia). Quatre rues d’Étival sont baptisées en l’honneur de Challié, Picabia, Duchamp et Apollinaire.
- Motis, groupe de musique rock progressif médiévale-celtique.[pourquoi ?]

## Pour approfondir